# Michaela Abam
Michaela Abam (née le 12 juin 1997) est une joueuse américano-camerounaise de football évoluant au poste d'attaquante pour Toluca. 

## Carrière universitaire
Michaela Abam joue 95 matches sous les couleurs de l'Université de Virginie-Occidentale (WVU) de 2014 à 2017, marquant 42 buts et faisant 16 passes décisives. En 2017, elle marque le seul but dans une victoire de 1-0 sur l'Université de Caroline du Nord en demi-finale de la College Cup, qualifiant ainsi la WVU pour sa première finale de College Cup de son histoire.

## Carrière en club
Abam est sélectionnée par le Sky Blue FC lors de la draft NWSL 2018. En mars, elle entre dans l'équipe première de l'équipe pour la saison 2018. Ne jouant que quatre matchs pour le Sky Blue, elle est libérée de tout contrat le 25 juillet.
Le 1er août 2018 Abam signe au Paris FC en Division 1 Féminine en France.
Elle évolue ensuite en Espagne, au Real Betis Balompié de 2019 à 2020, avant de repartir aux États-Unis, au Dash de Houston, club qu'elle quitte en mars 2023. Elle s'engage alors avec le Linköpings FC en Suède.

## Carrière en sélection
Michaela Abam évolue dans les sélections de jeunes des États-Unis (sélections des moins de 17 ans, des moins de 18 ans, et des moins de 20 ans.
Elle intègre en 2018 l'équipe du Cameroun et dispute la Coupe d'Afrique des nations 2018 organisée au Ghana. En 2019, elle est de nouveau retenue dans la sélection nationale du Cameroun pour la Coupe du monde de football féminin.
Elle est sélectionnée pour disputer la Coupe d'Afrique des nations 2022.